# ホセ・モレノ (サッカー選手)
ホシコ（Josico）ことホセ・ホアキン・モレノ・ベルドゥ（Jose Joaquin Moreno Verdú、1975年1月6日 - ）は、スペイン・アルバセテ出身の元サッカー選手、サッカー指導者。現役時代のポジションはMF。

## 経歴

### クラブ

#### 初期の経歴
アルバセテに生まれ、地元のエリン・デポルティーボでプレーしていたが、アルバセテ・バロンピエの下部組織に移り、その直後の1995年にトップチームデビューした。1995-96シーズンはプリメーラ・ディビシオン（1部）初挑戦ながら28試合に出場して2得点したが、クラブはセグンダ・ディビシオン（2部）に降格した。降格してからもアルバセテ・バロンピエで2シーズンプレーし、1998年夏に同じセグンダ・ディビシオンのUDラス・パルマスに移籍した。移籍初年度からレギュラーとして試合に出場し、1999-2000シーズンには勝ち点72を稼いで優勝とプリメーラ・ディビシオン昇格を果たした。2000-01シーズンは11位でプリメーラ・ディビシオンに残留したが、2001-02シーズンは残留したクラブと勝ち点2差の18位に終わり、セグンダ・ディビシオン降格が決定した。

#### ビジャレアルCF
2002年夏、15位でセグンダ・ディビシオン降格を逃れたビジャレアルCFに移籍した。2004年4月14日、UEFAカップ・準々決勝セルティックFC戦ファーストレグでは貴重なアウェーゴールを奪い、同大会での準決勝進出に貢献した。2004-05シーズンはフアン・ロマン・リケルメやディエゴ・フォルランなどの強力な攻撃陣を背後から支え、3位に躍進してクラブ初のUEFAチャンピオンズリーグ出場権を獲得した。2005-06シーズンの同大会予選3回戦のエヴァートンFC戦ではアウェーゴールを挙げて本選出場に貢献し、本選グループリーグではマンチェスター・ユナイテッドFCなどと同組になりながら首位で決勝トーナメント進出を決めた。決勝トーナメントではインテルなどを下し、準決勝でアーセナルFCに敗れるまで快進撃は続いた。
2007年7月、ビジャレアルCFと契約しながらもプレーすることなくレアル・サラゴサへ移籍したロベルト・アジャラを批判した。2007-08シーズン途中には、クラブ初のプリメーラ・ディビシオン通算150試合出場を達成した。なお、同年にはセンターハーフでコンビを組むマルコス・セナも150試合出場を達成している。30歳を迎える頃から出場時間が減少し、2007-08シーズンは13試合しか出場していない。ビジャレアルCFでは地味ながら堅実なプレーと実直な人柄でチームメイトからの人望が厚く、キャプテンも務めた。

#### フェネルバフチェSK
2008年8月28日、トルコ・シュペルリガのフェネルバフチェSKに移籍した。フェネルバフチェSKの監督にはUEFA欧州選手権2008で優勝をしたスペイン代表を指揮したルイス・アラゴネスが就任しており、守備的ミッドフィールダーのメフメト・アウレリオが抜けた穴を探していた。9月13日、2008-09シーズン第3節のハジェッテペスポル戦でデビューしたが、1-2で敗れた。同シーズンのUEFAチャンピオンズリーグでは4試合に出場したが、グループリーグ最下位に終わった。2009年7月、フェネルバフチェを退団した。

#### UDラス・パルマス
2009年8月、セグンダ・ディビシオンのUDラス・パルマスに加入した。同時期にはビジャレアルCFでチームメイトだったアントニオ・グアイレも加入している。2シーズンでリーグ戦38試合に出場し、2011年5月下旬、現役引退を発表した。

### 代表
スペインA代表経験は無いが、1998年のUEFA U-21欧州選手権の優勝メンバーのひとりである。グティやファン・カルロス・バレロンなどを擁したU-21スペイン代表のキャプテンとしてチームをまとめ上げた。

## 所属クラブ
ユース
- エリン・デポルティーボ 1994-1995

シニア
- アルバセテ・バロンピエ 1995-1998
- UDラス・パルマス 1998-2002
- ビジャレアルCF 2002-2008
- フェネルバフチェSK 2008-2009
- UDラス・パルマス 2009-2011

指導者
- UDラス・パルマス 2014
- UDラス・パルマスB 2014-2015
- FCフミーリャ 2015-2016
- CDアトレティコ・バレアレス 2017
- エルチェCF 2017-

## タイトル

### クラブ
- ビジャレアルCF
  - UEFAインタートトカップ 優勝 : 2003, 2004

### 代表
- U-21スペイン代表
  - UEFA U-21欧州選手権 優勝 : 1998